# 부트스트랩 (금융)
부트스트랩(Bootstrapping)은 일련의 이표부채권 가격에 전진대입법(forward substitution)을 적용해서 제로 쿠폰(zero-coupon)의 고정수익 수익률 곡선을 구하는 방법이다.
제로 쿠폰 채권의 수익률을 이용하면 선형 보간법(linear interpolation)등의 추정을 사용하여 각 만기일에 따른 선도 금리와 특정 시점의 금리를 구할 수 있다.